# Juhani Wahlsten
Juhani Wahlsten (Helsinki, 1938. január 13. – Turku, 2019. június 9.) válogatott finn jégkorongozó, olimpikon, edző.

## Pályafutása

### Klubcsapatban
1957 és 1959 között a KalPa 1959 és 1961 között az Ilves, 1961–62-ben a HJK, 1961 és 1969 között a TPS, 1969–70-ben az osztrák Klagenfurter AC, 1970–71-ben ismét az Ilves jégkorongozója volt.

### A válogatottban
115 alkalommal szerepelt a finn válogaiottban. Öt világbajnokságon és három olimpián (1960, 1964, 1968) vett részt a csapattal. 1967-ben a nemzeti együttes csapatkapitánya volt.

### Edzőként
1971–72-ben a TPS, 1972 és 1974 között a spanyol Barcelona, 1980 és 1983 között ismét a TPS vezetőedzője volt. 1984–85-ben a nyugatnémet EV Füssen, 1987–88-ban a svájci HC Davos szakmai munkáját irányította.